# Lac de Vassivière
Het Lac de Vassivière (Occitaans: Vaciviéra) is een stuwmeer in Frankrijk, op de grens van de departementen Corrèze, Creuse en Haute-Vienne.
De stuwdam is van gewapend beton en werd tussen 1947 en 1950 aangelegd. Het meer is 9,76 km2 groot en is de belangrijkste watervoorziening van de Limousin. Het is een van de grootste kunstmatige meren in Frankrijk. Het ligt ten noordwesten van het plateau de Millevaches. Het meer wordt voornamelijk gevoed door het riviertje de Maulde.

## Sport
Lac de Vassivière is drie keer etappeplaats geweest in wielerkoers Ronde van Frankrijk. Dit leverde de Amerikaan Greg LeMond, Nederlander Erik Breukink (1990) en Spanjaard Miguel Indurain als ritwinnaars op.